# Област на определение на функция
В математиката, област на определение на функция (също дефиниционна област и дефиниционно множество) е множество от стойности на аргумента, за които дадена функция е определена. Тоест, функцията има определена стойност за всеки елемент от областта. Множеството от стойности, които се получават от дадената функция, се нарича образ на функцията.
Например, областта на определение на косинуса е множеството на всички реални числа, докато областта на квадратния корен включва само числа, по-големи или равни на нула (и в двата случая не се вземат предвид комплексните числа).
Ако дефиниционното множество на функция е подмножество на реалните числа, а функцията е представена в Декартови координати, тогава областта се изразява върху оста x.

## Определение
За дадена функция {\displaystyle f\colon X\to Y}, множеството {\displaystyle X} е областта на {\displaystyle f}, а множеството {\displaystyle Y} е кообластта на {\displaystyle f}. В израза {\displaystyle f(x)}, {\displaystyle x} е аргументът, а {\displaystyle f(x)} е стойността. Аргументът може да се приеме за елемент от областта, който е избран за „вход“ на функцията, а стойността като „изход“, когато функцията се приложи върху въпросния елемент от областта.
Образът на {\displaystyle f} е множеството от всички стойности, които {\displaystyle f} може да приеме за всички възможни {\displaystyle x}. Това е множеството {\displaystyle \left\{f(x)|x\in X\right\}}. Образът на {\displaystyle f} може да е същият като кообластта или да е нейно собствено подмножество. Той е цялата подобласт тогава и само тогава, когато {\displaystyle f} е сюрективна функция, като във всички останали случаи е по-малък.
Една добре дефинирана функция трябва да съпоставя всеки елемент от областта си към елемент от кообластта си. Например, функцията {\displaystyle f}, дефинирана
{\displaystyle f(x)={\frac {1}{x}}}
няма стойност за {\displaystyle f(0)}. Следователно, множеството на всички реални числа ({\displaystyle \mathbb {R} }) не може да бъде нейното дефиниционно множество. В такъв случай, функцията се дефинира в {\displaystyle \mathbb {R} \setminus \{0\}} или пролуката се запълва чрез изрично дефиниране на {\displaystyle f(0)}. Ако дефиницията на {\displaystyle f} се разшири до функцията на части
{\displaystyle f(x)={\begin{cases}1/x&x\not =0\\0&x=0\end{cases}}}
тогава f е дефинирана за всички реални числа и областта ѝ на определение е {\displaystyle \mathbb {R} }.
Всяка функцията може да се ограничи до подмножество от областта си. Ограничението на {\displaystyle g\colon A\to B} до {\displaystyle S}, където {\displaystyle S\subseteq A}, се изразява като {\displaystyle \left.g\right|_{S}\colon S\to B}.